# 费德里科·埃拉苏里斯·萨尼亚图
费德里科·马科斯·德尔罗萨里奥·特奥多罗·埃拉苏里斯·萨尼亚图（西班牙語：Federico Marcos del Rosario Teodoro Errázuriz Zañartu，西班牙語發音：[feðeˈɾico eˈrasuɾis saˈɲaɾtu]；1825年4月25日—1877年7月20日），智利律师、政治人物，曾于1871年至1876年担任第7任智利总统。
他的长子费德里科·埃拉苏里斯·埃绍伦曾于1896年至1901担任智利总统。